# St. Ulrich bei Steyr
St. Ulrich bei Steyr (Sankt Ulrich bei Steyr) ist eine Gemeinde mit 3215 Einwohnern (Stand 1. Jänner 2024) in Oberösterreich im Bezirk Steyr-Land.

## Geografie

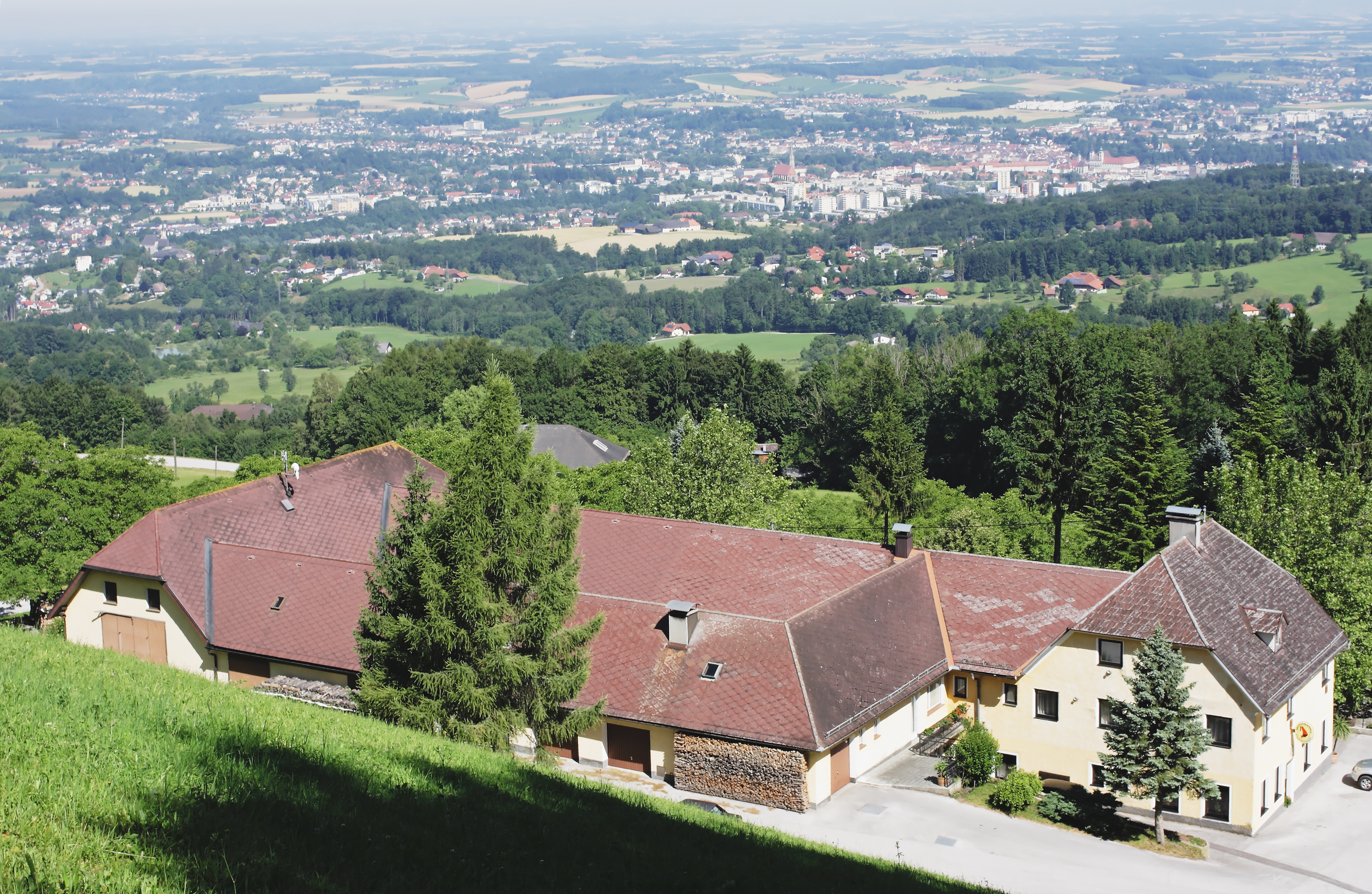
Blick vom Damberg beim Gasthof Schoiber über St. Ulrich auf Steyr, hinten die östliche Traun-Enns-Platte

St. Ulrich bei Steyr liegt im Bezirk Steyr-Land im oberösterreichischen Traunviertel, direkt südöstlich angrenzend an die Stadt Steyr. Das Gemeindegebiet erstreckt sich linksufrig den Ramingbach nach Süden, der Bach ist über weite Strecken Landesgrenze zu Niederösterreich.
Die Ausdehnung beträgt von Nord nach Süd 11,4 km, von West nach Ost 10,1 km. 50,5 % der Fläche sind bewaldet, 40,3 % landwirtschaftlich genutzt.
Im Süden liegt das Massiv des Spadenbergs (1000 m ü. A., dessen Gipfel der höchste Punkt der Gemeinde), sein nördlicher Nebenkamm Schwarzberg (838 m ü. A.) – Damberg (807 m ü. A.) bildet die weitere südliche Gemeindegrenze. Diese randalpinen Berge werden zu den Oberösterreichischen Voralpen respektive den Enns- und Steyrtaler Flyschbergen gerechnet.

### Gemeindegliederung
Das Gemeindegebiet umfasst folgende sechs Ortschaften (in Klammern Einwohnerzahl Stand 1. Jänner 2024):
- Sankt Ulrich bei Steyr – Hauptort an der Enns bei Steyr (1621)
- Gmain – nordöstlich von St. Ulrich am untersten Ramingbach (28)
- Unterwald – südöstlich von St. Ulrich am Damberg (788)
- Kleinraming – im Südosten im Ramingtal (551)
- Kohlergraben – hinter Kleinraming am Spadenberg (102)
- Ebersegg – ganz im Südosten am Spadenberg (125)

Die Gemeinde besteht aus den Katastralgemeinden St. Ulrich (Sankt Ulrich, Gmain), Unterwald und Kleinraming (Kleinraming, Kohlergraben, Ebersegg).
Zählsprengel sind St.Ulrich bei Steyr-Nord für Sankt Ulrich, Gmain, Unterwald und St.Ulrich bei Steyr-Süd für Kleinraming, Kohlergraben, Ebersegg

### Nachbargemeinden
|         | Steyr (Sdt.)                                | Behamberg (Bez. Amstetten, NÖ)           |
| Garsten | Kompassrose, die auf Nachbargemeinden zeigt | St. Peter in der Au (Bez. Amstetten, NÖ) |
|         | Laussa Großraming                           | Maria Neustift                           |

## Geschichte
Ursprünglich im Ostteil des Herzogtums Bayern liegend, gehörte der Ort seit dem 12. Jahrhundert zum Herzogtum Österreich. Seit 1490 wird er dem Fürstentum Österreich ob der Enns zugerechnet.
Während der Napoleonischen Kriege war der Ort mehrfach besetzt.
Mit Schaffung der Ortsgemeinden 1848/49 wurden Jägerberg, Unterwald und Kleinraming eigenständige Ortsgemeinden. 1857 wurden die drei vereinigt, die neue Gemeinde erhielt den Namen St. Ulrich. Den Zusatz bei Steyr gibt es seit 1912.
Seit 1918 gehört der Ort zum Bundesland Oberösterreich. Per 1. April 1935 kamen die Ortschaften Jägerberg, Neuschönau und Ramingsteg an Steyr (aus den verblieben Teilen Jägerbergs wurde die neue Katastralgemeinde St. Ulrich gebildet).
Nach dem Anschluss Österreichs an das Deutsche Reich am 13. März 1938 wurde St. Ulrich Teil des Stadtbezirk Steyr, und gehörte zum Gau Oberdonau. Mit 1942 wurde die Gemeinde wieder unabhängig. Nach 1945 erfolgte die Wiederherstellung Oberösterreichs.
Friedensgemeinde
Das Denkmal des Friedens der Jugend der Welt bestand gerade fünf Jahre, als 1982 der Gemeinderat durch einen einstimmigen Beschluss St. Ulrich bei Steyr zur 1. Friedensgemeinde der Welt erklärte. Die beschlossene Deklaration und die Schwerpunkte der Friedensarbeit wurden im Grundgesetz der Gemeinde verankert.
Geschichte der Friedensgemeinde:
- 1976 – Beginn der Bemühungen um Steine für das Denkmal des Friedens der Jugend der Welt
- 1977 – Denkmalenthüllung durch Erwin Wenzl, Weihe durch Weihbischof Alois Wagner
- 1982 – Einstimmiger Gemeinderatsbeschluss: Deklaration zur Friedensgemeinde
- 1983 – Erster Friedenssonntag; Närpes in Finnland übernimmt die Deklaration und wird Friedensgemeinde. Besuch des Botschafters aus Kuba. Friedenszeichen – entworfen von Ingrid Wieser
- 1984 – Zweiter Friedenssonntag; Enthüllung der 1. Erweiterung des Friedensdenkmals durch Bundespräsident Rudolf Kirchschläger und Landeshauptmann Josef Ratzenböck
- 1985 – Erste Weltkonferenz der Bürgermeister für Frieden durch Solidarität der Städte in Hiroshima und Nagasaki
- 1986 – St. Ulricher Friedensappell und das Modell der Friedensgemeinde wurde festgelegt und an die teilnehmenden Städte und Gemeinden zur Annahme weitergeleitet
- 1987 – 10 Jahre Friedensdenkmal; 5 Jahre als Friedensgemeinde; 1987 – Jahr der Familie; Einrichtung des Fonds „In Not geratene Bürger“
- 1992 – 10 Jahre Friedensgemeinde; zweite Erweiterung des Friedensdenkmals
- 1996 – 1000 Jahre Österreich; Internationale Friedensdialoge

- 2001 – Friedensfest „EU Osterweiterung – Partner für den Frieden“; Eröffnung und Einweihung des Thaddäus-Steinmayr-Friedensweg
- 2002 – Enthüllung der Holzskulptur „Träumender Schutzengel“ von Albrecht Ripp – ein Geschenk der Pfarre Plauen
- 2005 – Dritte Denkmalerweiterung – Künstlerin Petra Hochgatterer
- 2017 – Schüler der Volksschule St. Ulrich und der Volksschule Kleinraming gestalteten eine Skulptur unter der Anleitung von Kunsttherapeutin Marina Wandl-Ruczkovski
- 2019 – Partnerschaft mit der französischen Gemeinde Souleuvre en Bocage aus dem Department Calvados
- 2022 – 40 Jahre Friedensgemeinde

### Einwohnerentwicklung
Von 1981 bis 2011 konnte die leicht negative Wanderungsbilanz durch eine stärker positive Geburtenbilanz ausgeglichen werden.

## Hauptort der Gemeinde
Hauptort der Gemeinde ist der Ort Sankt Ulrich bei Steyr, auch Ortschaft und Katastralgemeinde der Gemeinde.
Sankt Ulrich liegt direkt südlich der Stadt Steyr, am südlichen Westrand der Gemeinde. Die Rotte liegt etwa erhöht rechtsufrig der Enns. Der Ortskern mit der Ulrichskirche erhebt sich auf einem Riedel zwischen Rahofergraben und Freisingbach auf um die 380 m ü. A. Höhe. Südöstlich erhebt sich der Damberg (807 m ü. A.). An der Enns ist Sankt Ulrich schon gänzlich mit der Stadt Steyr verwachsen.
Zur Ortschaft Sankt Ulrich bei Steyr gehört auch die Ortslage Thaddlau, eine Siedlung an der Stadtgrenze direkt oberhalb von Ennsleite, und der Ort Erdsegen. Die Ortschaft umfasst grob 400 Adressen mit um die 1400 Einwohnern (1. Jänner 2024: 1621), die Hälfte der Gemeindebevölkerung.
Zur Katastralgemeinde St. Ulrich mit 492,7 Hektar gehört auch noch die Ortschaft Gmain nordöstlich.
| Steyr (O u. Std.) Ennsleite (Stt.,Std. Steyr) | Jägerberg (KG, Std. Steyr) Thaddlau         | Kleinraming (KG) ∗ Gmain (O) |
| Enns Garsten (KG, Gem. Garsten)               | Kompassrose, die auf Nachbargemeinden zeigt | Erdsegen Am Damberg          |
|                                               | Wohlfahrtsberg                              | Unterwald (O u. KG) ∗∗       |

∗ Der Ort Kleinraming liegt südöstlich hinter Unterwald.
∗∗ Der Ort Unterwald liegt östlich, die Katastralgemeinde erstreckt sich südlich.
St. Ulrich war bis Anfang des 20. Jahrhunderts ein kleiner Kirchweiler, nur die Kirche und ein größeres Gehöft. Die Ortschaft hatte in der Zwischenkriegszeit erst 30 Häuser mit 250 Einwohnern. Die Ortsentwicklung setzte erst ab den Vorkriegsjahren durch den Ausbau der Steyrwerke ein.
Die Katastralgemeinde wurde 1935 aus denjenigen Teilen von Jägerberg gebildet, die nicht an die Stadt Steyr kamen.

## Kultur und Sehenswürdigkeiten
- Katholische Pfarrkirche St. Ulrich bei Steyr hl. Ulrich
- Katholische Pfarrkirche Kleinraming Unbefleckte Empfängnis
- Auf dem teilweise zu St. Ulrich gehörigen Damberg liegen im Gemeindegebiet das Windloch, eine Naturhöhle, die 36 m hohe Dambergwarte und die 1864 errichtete Laurenzikapelle.[10]

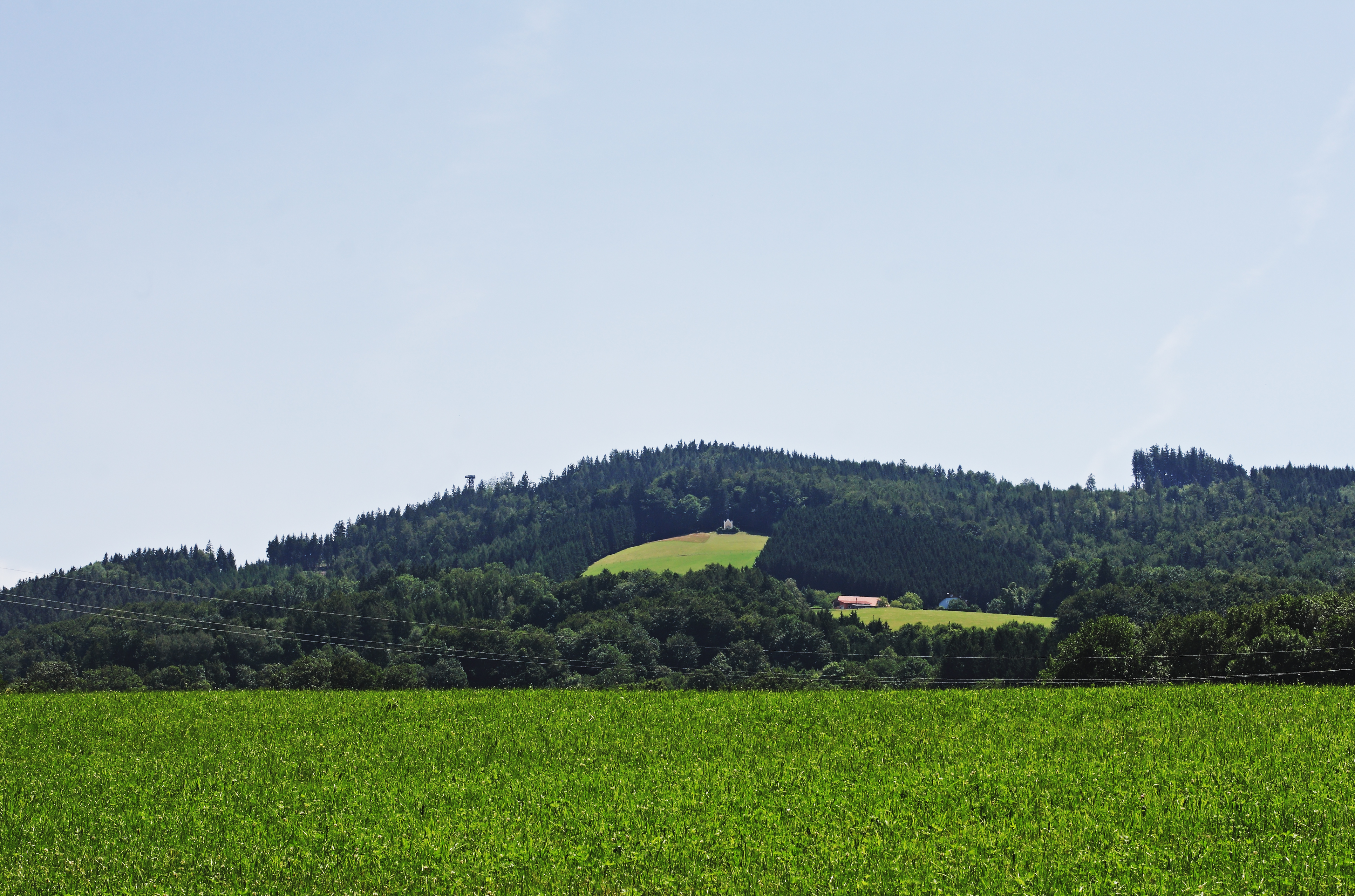
Der Damberg
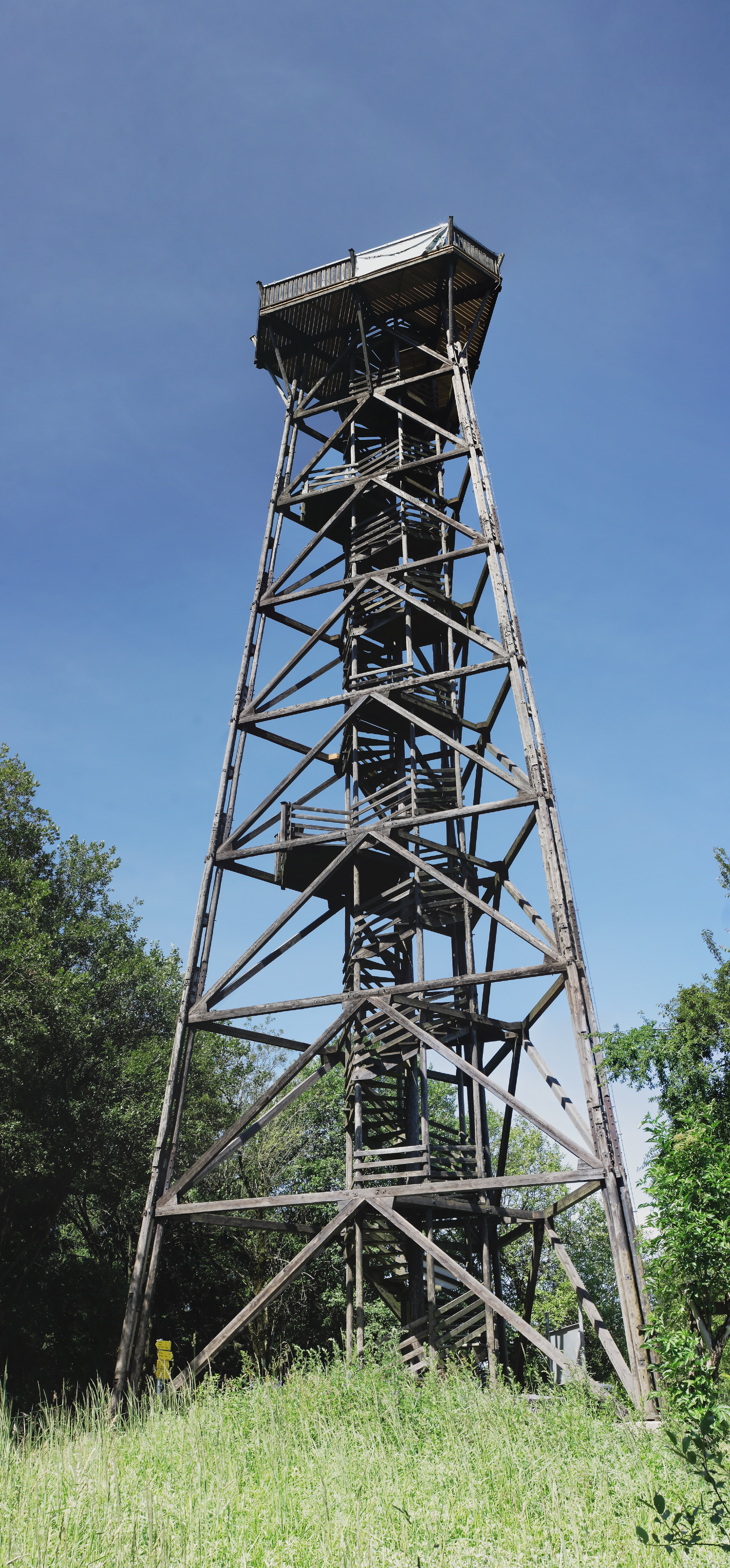
Die Dambergwarte
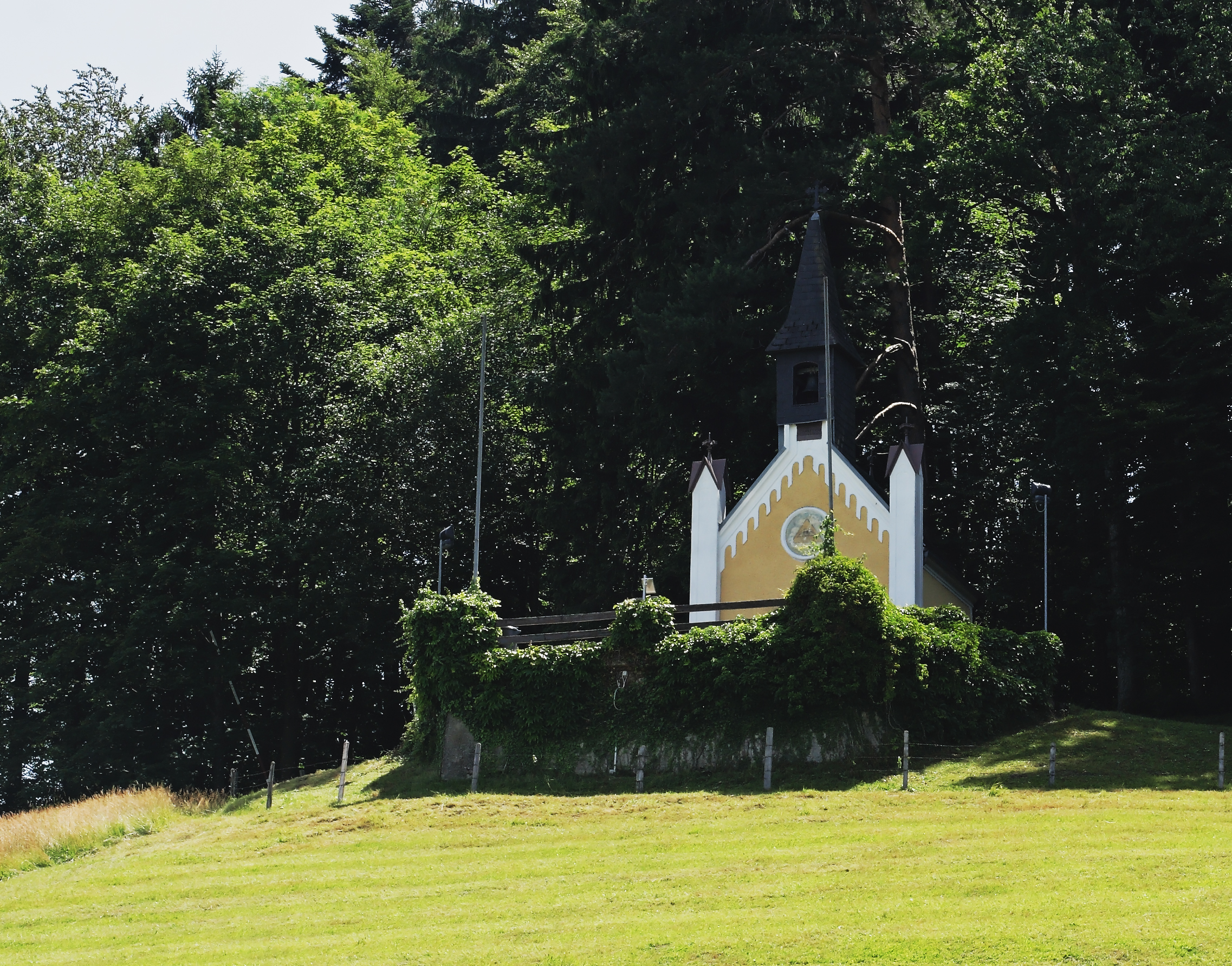
Die Laurenzikapelle

## Wirtschaft und Infrastruktur

### Verkehr
Verkehrsachse der Gemeinde ist die Kleinramingstraße (L559), die von Steyr-Münichholz (B122a) durchs Ramingtal nach Maria Neustift zur Großramingstraße (L557) führt. Letztere verbindet das Ennstal bei Großraming mit dem Ybbstal bei Waidhofen.

### Öffentliche Einrichtungen
In der Gemeinde St. Ulrich sind drei Feuerwehren (Freiwillige Feuerwehr St. Ulrich, Freiwillige Feuerwehr Kleinraming, Freiwillige Feuerwehr Ebersegg) tätig, die zum Schutz der Bevölkerung geographisch optimal aufgeteilt sind.

### Sport und Vereine
- Fußballverein USV St. Ulrich: am 6. Juni 1964 gegründet, Spielstätte ist das Voralpenstadion
- Tennisverein USV St. Ulrich
- Fotoklub St. Ulrich

## Politik
Der Gemeinderat hat 25 Mitglieder.
- Mit den Gemeinderats- und Bürgermeisterwahlen in Oberösterreich 2003 hatte der Gemeinderat folgende Verteilung: 15 ÖVP und 10 SPÖ.[11]
- Mit den Gemeinderats- und Bürgermeisterwahlen in Oberösterreich 2009 hatte der Gemeinderat folgende Verteilung: 14 ÖVP, 8 SPÖ und 3 FPÖ.[12]
- Mit den Gemeinderats- und Bürgermeisterwahlen in Oberösterreich 2015 hatte der Gemeinderat folgende Verteilung: 16 ÖVP, 5 SPÖ und 4 FPÖ.[13]
- Mit den Gemeinderats- und Bürgermeisterwahlen in Oberösterreich 2021 hat der Gemeinderat folgende Verteilung: 17 ÖVP, 5 SPÖ und 3 FPÖ.[14][15]

### Bürgermeister
Bürgermeister seit 1858 waren:
- 1858–1894 Josef Österreicher
- 1894–1909 Berthold Gunitzberger
- 1909–1919 Josef Mayr
- 1919–1921 Hermann Bachtrog
- 1921–1924 Georg Teufl
- 1924–1933 Josef Mayr
- 1933–1935 Franz Kern
- 1935–1938 Franz Riener
- 1938–1942 (eingemeindet Steyr)
- 1942–1945 Wilhelm Mayr
- 1945–1950 Franz Riener
- 1950–1955 Josef Hundsberger
- 1955–1969 Wilhelm Mayr
- 1969–1989: Thaddäus Steinmayr (ÖVP)
- 1989–1997 Stefan Well (ÖVP)
- 1997–2007 Johann Aigner (ÖVP)
- 2007–2015 Maria Theresia Traunik (ÖVP)
- seit 2015 Annemarie Wolfsjäger (ÖVP)

### Wappen
| | Blasonierung: „In Blau ein goldener, aufrecht gestellter Bischofsstab, überdeckt durch einen silbernen, abwärts gebogenen Huchen.“ |
| Wappenbegründung: Fisch und Bischofsstab sprechen als Attribute für den von 923 bis 973 als Bischof von Augsburg wirkenden hl. Ulrich, der als Pfarrpatron dem Ort seinen Namen gab. Der Huchen deutet aber ebenso auf die einstige große Fischarche in der Freising, wie der Krummstab auch auf die Pfarrgründung durch das Kloster Garsten charakterisieren kann. Verleihung: 22. Februar 1971 Die Gemeindefarben sind Blau-Weiß-Blau. | |

### Gemeindepartnerschaften
- Seit 1978 mit dem bayrischen Postbauer-Heng.[18]
- Seit 2018 eine Partnerschaft mit der französischen Gemeinde Souleuvre en bocage, Departement Calvados, Region Normandie.

## Persönlichkeiten

### Söhne und Töchter der Gemeinde
- Josef Ahrer (1908–1934), Sozialdemokrat
- Hermine Kubanek (1917–2001), Politikerin (SPÖ)

### Personen mit Bezug zur Gemeinde
- Thaddäus Steinmayr (1921–2017), Politiker (ÖVP)